# ガンルエ
ガンルエ （Guenrouet、またはGuenrouët）は、フランス、ペイ・ド・ラ・ロワール地域圏、ロワール＝アトランティック県のコミューン。

## 地理

県におけるガンルエの位置

ガンルエはルドンの南東約25kmに位置する。隣接するコミューンは、プレセ、セヴェラック、サン・ジルダ・デ・ボワ、サンタンヌ・シュル・ブリヴェ、キリー、ブーヴロン、ブラン、ル・ガヴルである。
1999年のINSEEがまとめた順位表によれば、ガンルエは都市化されていない農村型コミューンである。

## 由来
INSEEの公式地理コードによってリスト化されているコミューンの名は、Guenrouetであるが、一方でトレマのついたGuenrouëtも一般的に使用されている。したがって、この地名はコミューン役場の公式サイトや、自治体間連合の公式サイトで用いられている。
ガンルエの名称は、ブルトン語のGwenredに由来する。ブルトン語のgwennは『白』や『聖なるもの』を意味する。-redは浅瀬を意味するという説があり、これはガリア語のritu-（同じく浅瀬）や、ガロ語のrhydに似ている。ガロ語でのコミューン名称はGenroètである。

## 歴史
ガンルエの教区が創設されたのは、9世紀、ブルターニュ王アラン1世によってである。町は歴史的にブルターニュの一部であった。
フランス革命の間、ガンルエは司祭館の中に革命軍を収容していた。しかし住民たちは聖職者民事基本法に批判的で、非宣誓司祭を匿っていた。
7月王政のもとで建設されたナント・ア・ブレスト運河のため、自治体の開発が進んだ。
コミューンは2度の世界大戦に重い犠牲を払った。1944年8月から1945年5月まで続いた、サン・ナゼール・ポケットへの爆撃が含まれる。8万発の砲弾がコミューンに落ち、そのうち35000発が中心部に落とされた。ノートルダム・ド・グラース教会に砲弾が落ち、ガンルエは機能不全となった。信仰の場と、中心部の住民たちは、数箇所に分かれたその場しのぎの礼拝堂に避難した。戦後、教会の窓にステンドグラスがはめ込まれ、復元が行われた。ノートルダム・ド・グラース教会は現代的な様式で復元された。その外観は、アメリカ軍によって解放されたサントメール・ド・ブラン教会の外観によく似ている（サントメール・ド・ブラン教会は、占領者であったドイツ軍によってダイナマイトで破壊されてしまっていた）。

## 人口統計
| 1962年 | 1968年 | 1975年 | 1982年 | 1990年 | 1999年 | 2006年 | 2012年 |
| ------ | ------ | ------ | ------ | ------ | ------ | ------ | ------ |
| 2614   | 2368   | 2156   | 2270   | 2383   | 2408   | 2780   | 3222   |

source=1999年までLdh/EHESS/Cassini、2004年以降INSEE